# Кіровський район (Волгоград)
Кіровський район (рос. Кировский район) — один з районів Волгограда (Росія). 
Глава адміністрації — Олександр Політов.

## Географія
Кіровський район межує з Совєтським і Красноармійським районами міста, а також з Світлоярським районом області. Площа району становить 183,98 кв. км особливості економіко-географічного положення Кіровського району визначаються його віддаленістю від центру міста Волгограда на 15 км.

## Історія
В 1755 році засновані села Отрада (зараз селище Стара Отрада Кіровського району) та Бекетівка графом Бекетовим Микитою Опанасовичем, губернатором Астраханської губернії. 
Свою нинішню назву Кіровський район носить з 16 березня 1935 року. У 1949 році московський інститут ГІПРОГОР, розробив генплан Кіровського району міста Сталінграда. 
У районі відсутня упорядкована районна набережна, хоча «обрив» давно служить улюбленим місцем відпочинку жителів району і протягом останніх 25 років призначений для установки пам'ятника поету і проведення традиційних російських міжміських поволзьких фестивалів авторської пісні ім. В.Висоцького і законно називається його ім'ям.

## Інфраструктура
- Друга Поздовжня автомагістраль
- Електрифікована залізниця
- Пристань на Волзі

## Пам'ятки
Найбільш відомими пам'ятками району є пам'ятники, присвячені Громадянській війні - пам'ятник М.А. Руднєву — герою громадянської війни, пам'ятна стіна на схилі Капустяної балки. 

## Спортивні об'єкти
- Дебют.
- Кіровець.
- Закритий плавальний басейн енергетичного коледжу.

## Промисловість
- хімзавод ім Кірова
- завод ЗБВ
- меблева фабрика Волгоградмеблі

## Електростанція
Теплова електростанція, побудована в 20-і роки минулого століття. 

## Цікаві факти
У 1950-1951 роках прокурором району працював майбутній керівник КДБ СРСР В. А. Крючков.